# Biserica de lemn din Tusa

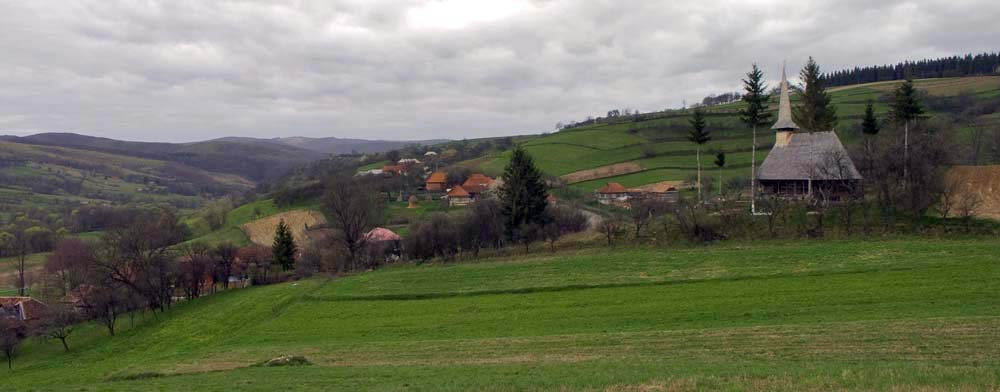
Cimitirul și biserica bătrână din Tusa, 2008

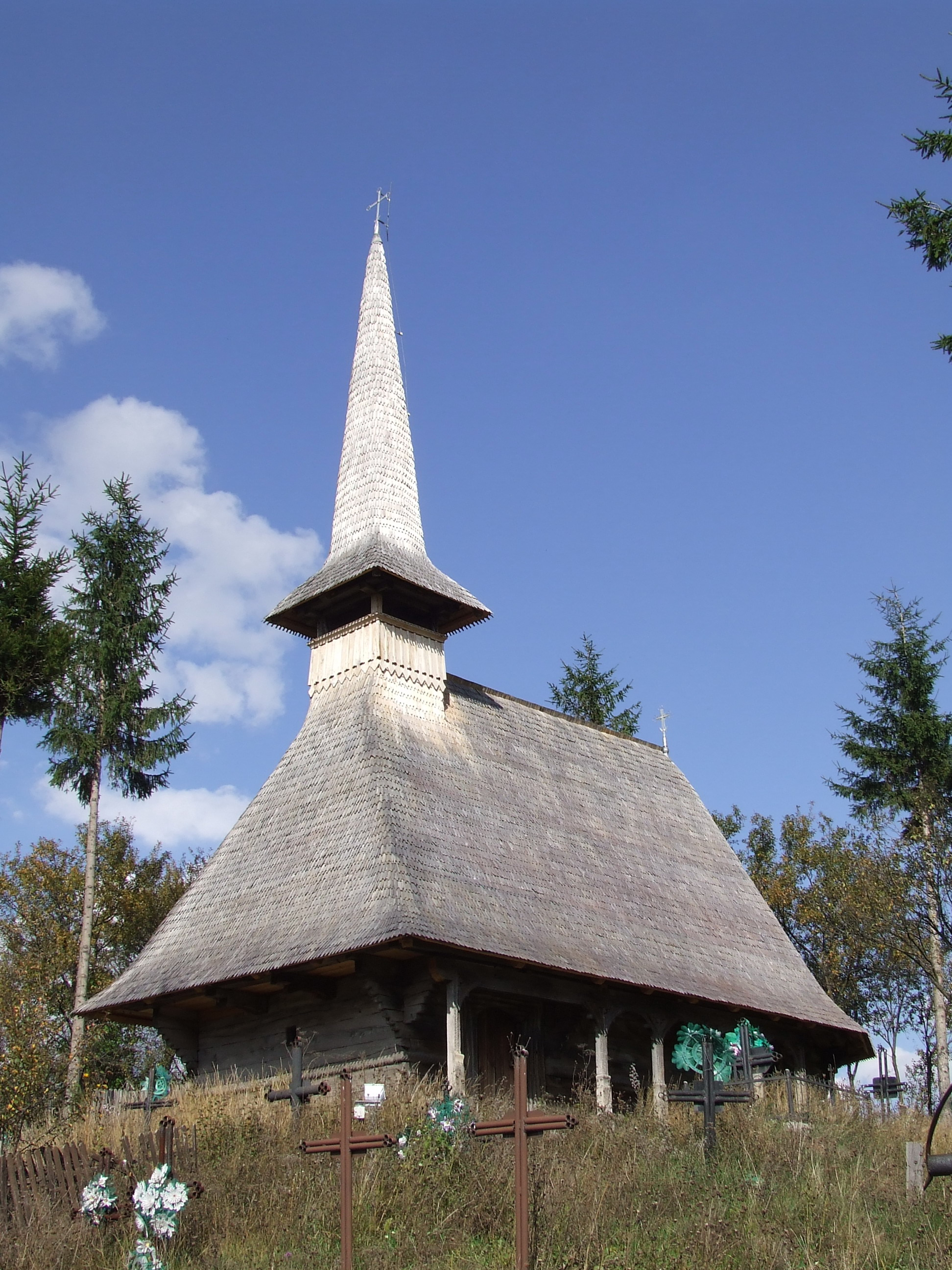
Biserica de lemn din Tusa

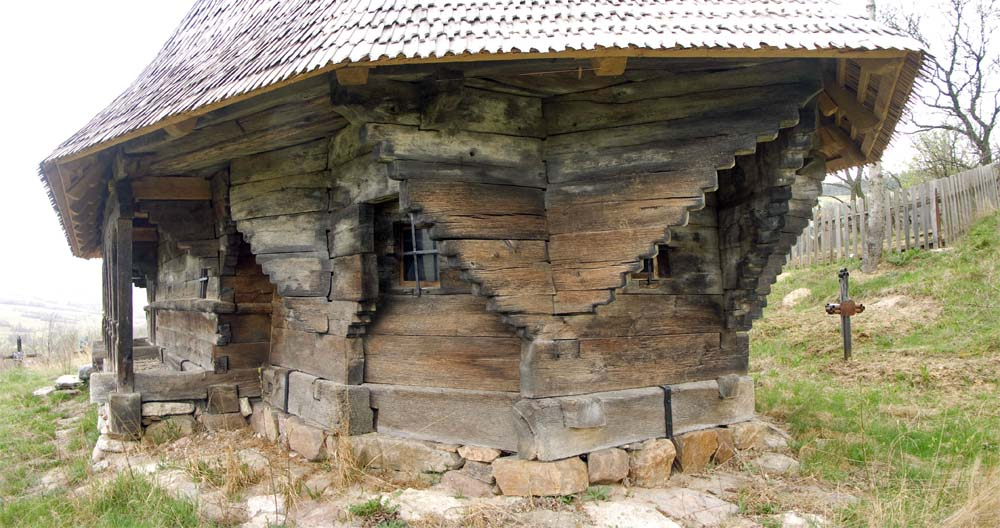
Butea bisericii, latura de sud-est, 2008

Biserica de lemn din Tusa se află în localitatea omonimă din județul Sălaj. Ea este una din multele biserici călătoare ale Sălajului, care poate fi datată relativ din al treilea deceniu al secolului al 18-lea. Se distinge prin structura bine păstrată și elementele sculptate artistic la pridvor, brâu median, portale, console, arc dublou sub boltă și uși îmbărătești. Biserica se află pe noua listă a monumentelor istorice sub codul LMI:  SJ-II-m-A-05136.

## Istoric
Momentul ridicării bisericii nu se cunoaște, însă se poate determina relativ, în comparație cu biserica de lemn din Beznea, datată de o inscripție în anul 1723. Satul Beznea se află peste culmea Rezului, dincolo de apa Crișului Repede, la o depărtare de numai 20 de km, mergând pe drumuri de munte. Decorul sculptat al portalului de intrare, al brâului ce încinge biserica și al arcului dublou sunt elementele cele mai evidente ce leagă cele două biserici. Conform datelor de arhivă, biserica de lemn a fost cumpărată din satul Șeredeiu la 1860 pentru 26 de florini austrieci. Biserica a fost transportată și refăcută în Tusa în 1863.
O primă imagine de ansamblu a bisericii este dată de un inventar de la anul 1916: „Zidul bisericei de lemn cioplit, cumpărată la anul 1863 din Șeredeiu și așezată întreagă pe fundament de peatră pe spesele comunei bis. Lungimea totală a edificiului 10 m, lățimea 4 m, înălțimea păreților până sub cerime 2m, iară a turnului 8 m. Acoperișul de șindili, biserica are 2 uși și 6 feresti, padimentată cu scânduri, închinată S Arhangheli Michail și Gavriil, numai binecuvântată. Boltitura de scânduri văruită din lontru. Interiorul bisericii: sanctuarul cu masă de lemn in estensiune 1,10/0,9 m tabernacul de lemn sculptat văpsit și aurit în mărime 70/50 cm. Ciboriul de metal aurit cu voal de mătase. Feșnice pe altar 4 de aramă, picsidă pentru viaticul de sticlă cu linguriță și săculeț de mătasă. Pe masa altarului 3 acoperitoare 2 de pânză, 1 de giolgiu, antimisul consacrat prin episcopul I cândva Szabo 1893. Evanghelia de București anul 1723. Lyturghier de Blaj din 1870, crucea dinaintea altariului/tabernacului de argint de China cu chipul email, deasupra madona de sixtina, de masa proscomidiei servește o scândură acoperită cu 2 învălitori, potirul de metal aurit cu apartamentele necesari, 2 cădelnițe una alpacca alta de aramă veche, naviculă pentru tămâie, un clopoțel, un luminar mic sub sicriul odăjdiilor, 5 rânduri de vesminte preoțești, 3 stichare, 6 purificatoare, 1 stergar, Euchologiu din 1868 de Blaj, vas pentru giăratic. Biserica bărbaților: iconostasul de lemn cu 3 uși, pe el atârnate icoanele Iisus, PV Maria, mai deasupra cina din urmă, S I Botezătorul, și S Iosif, în cadre aurite cu țesături pedeasupra lor, 2 lustere vechi, 4 prapori noi, măsuță pentru parastasă, pe ea luminari cu 3 crengări, cruciță de lemn și iconuță spre sărutare, tăier pentru oferte, 2 străni, pe păreți 8 icoane vechi. Cărți: Octoich de Blaj 1907, Pentecostar de Blaj 1768, Triod de Râmnic 1761, Mineiu de Blaj 1838, Apostoler de Blaj 1766, toate bine compactate, pe lângă păreți lavițe lungi simple. Biserica muierilor sau tinda despărțită cu părete tăiat alungul mijlocului cu o măsuță pentru icoana și evanghelie spre sărutare, pe margini cu lavițe. În turn sunt 2 clopote, cel mic de 50 ani, greutatea și prețul nu să ști, cel mare din anul 1906 de 90 kgr procurat din ofertele benevole a credincioșilor cu 300 coroane. Înaintea bisericii o restignire veche, mai jos cătră drum alta restignire in stat bun fără fond de susținere. Îngrăditură în jurul bisericei lipsește, cimiterul e si inmorm. ...”
Spălat de ape și uzat de trecerea timpului, interiorul a fost odată pictat în întregime, probabil încă din secolul 18. Dar nu numai atât, așa după cum se ținea obiceiul în satele sălăjene, chiar și exteriorul a fost odată pictat, între brâul puternic profilat ce încinge biserica și streașina largă, protectoare. Aripile larg întinse ale consolelor de streașină din jurul altarului poligonal stăteau în acele vremuri ca niște file deschise de carte, viu colorate, din care puteau să citească oamenii simpli și neștiutori de carte.
Biserica a fost restaurată în anii 1965-68 și ultima dată în anul 2006. Dintr-o imagine veche, a lui Leontin Ghergariu, se pot identifica câteva alterări apărute în urma restaurărilor: înălțarea exagerată a coifului turnului și desființarea pridvorului secundar de pe latura de nord.

## Imagini

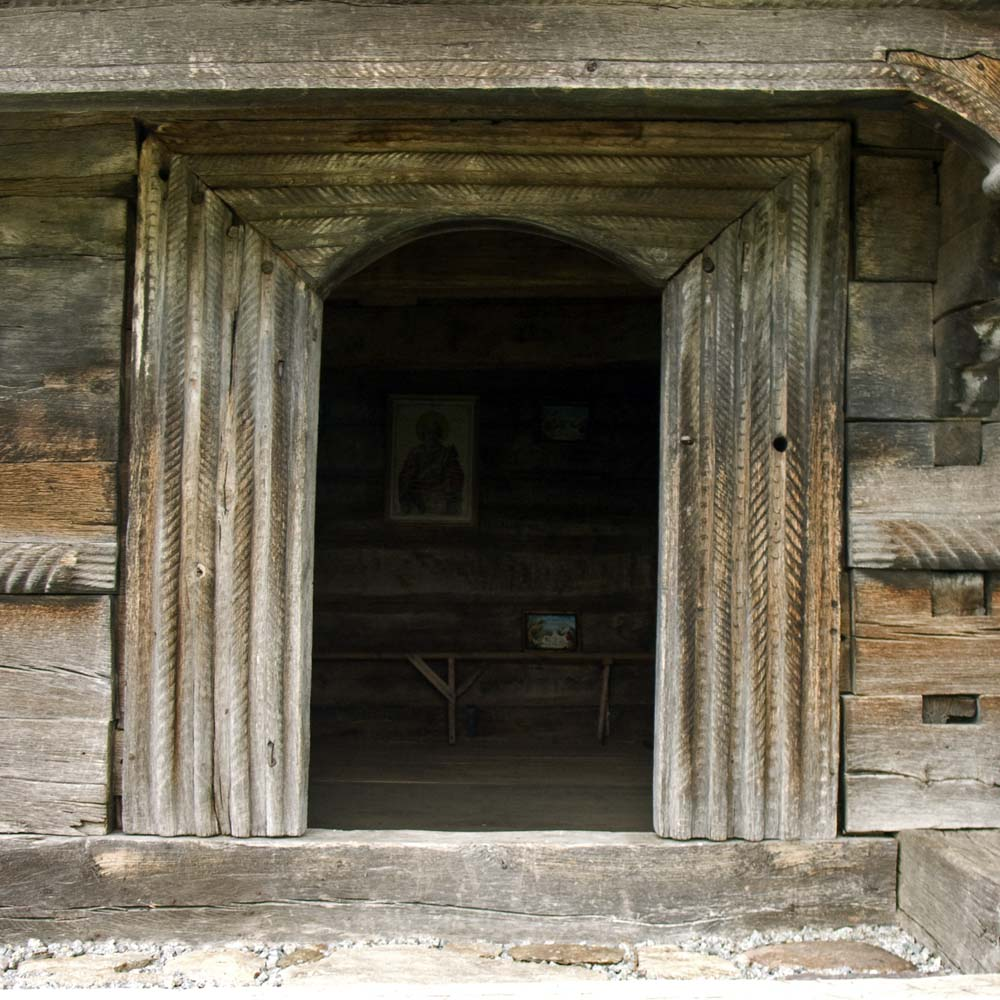
Portalul de la intrare, 2008
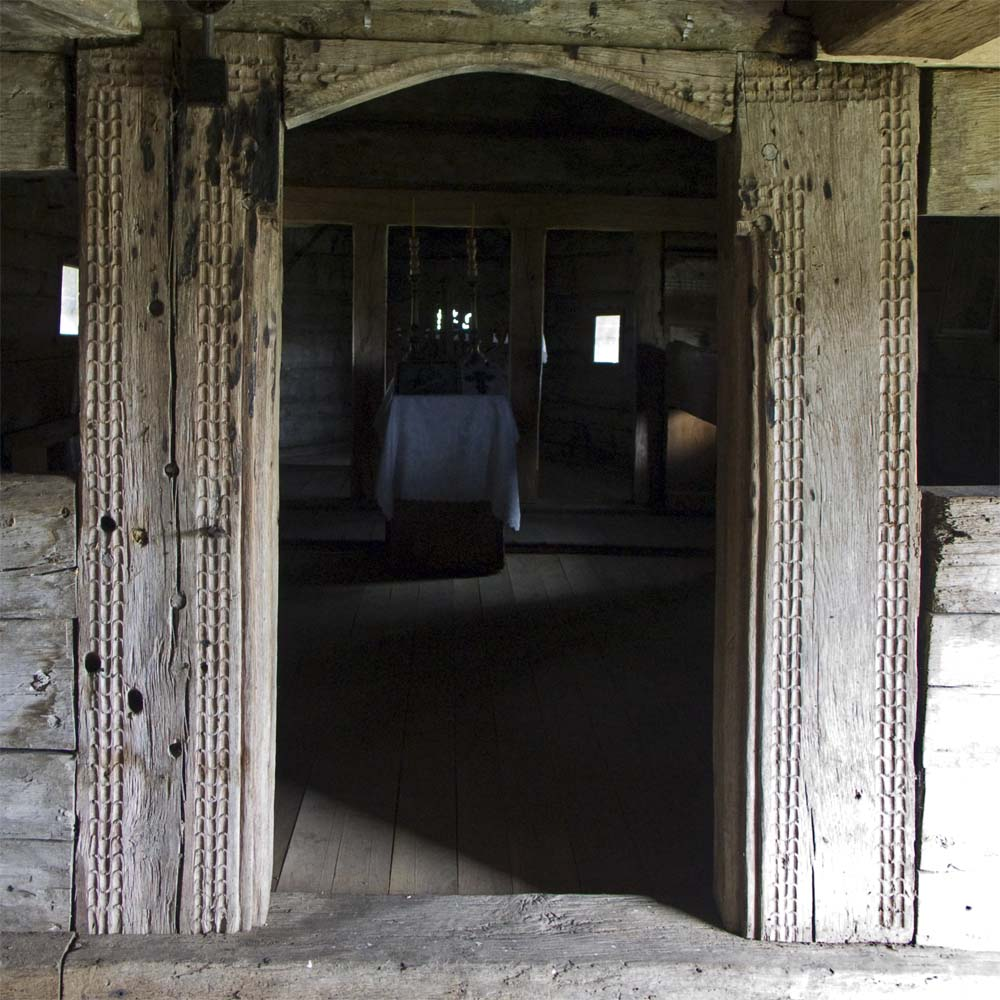
Portalul interior, 2008
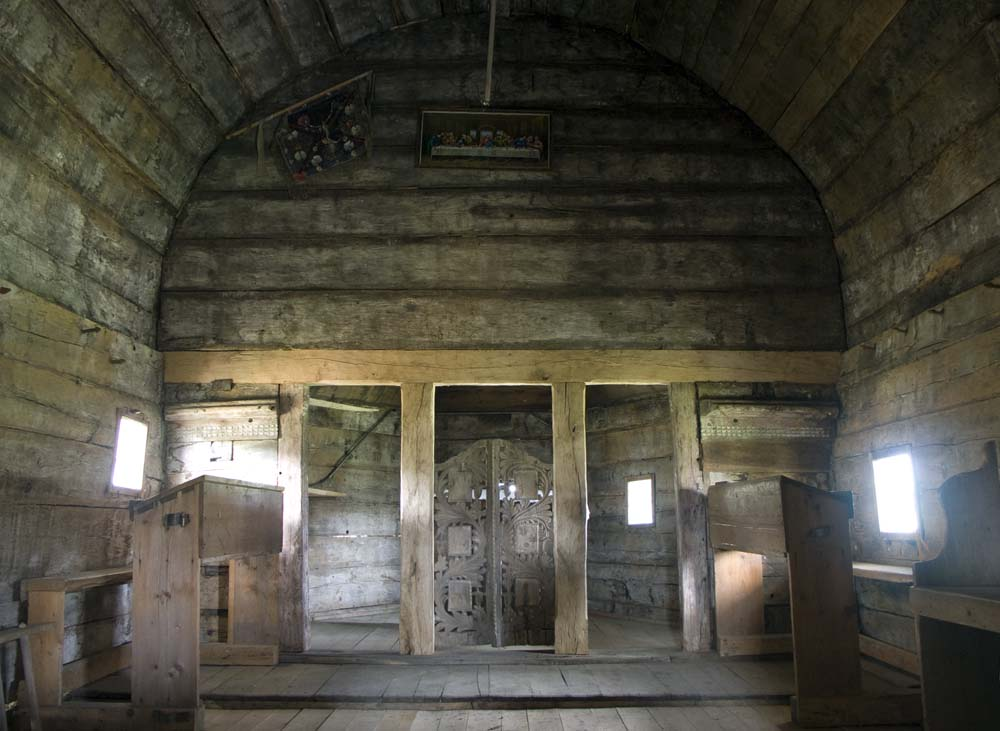
Interiorul navei, 2008
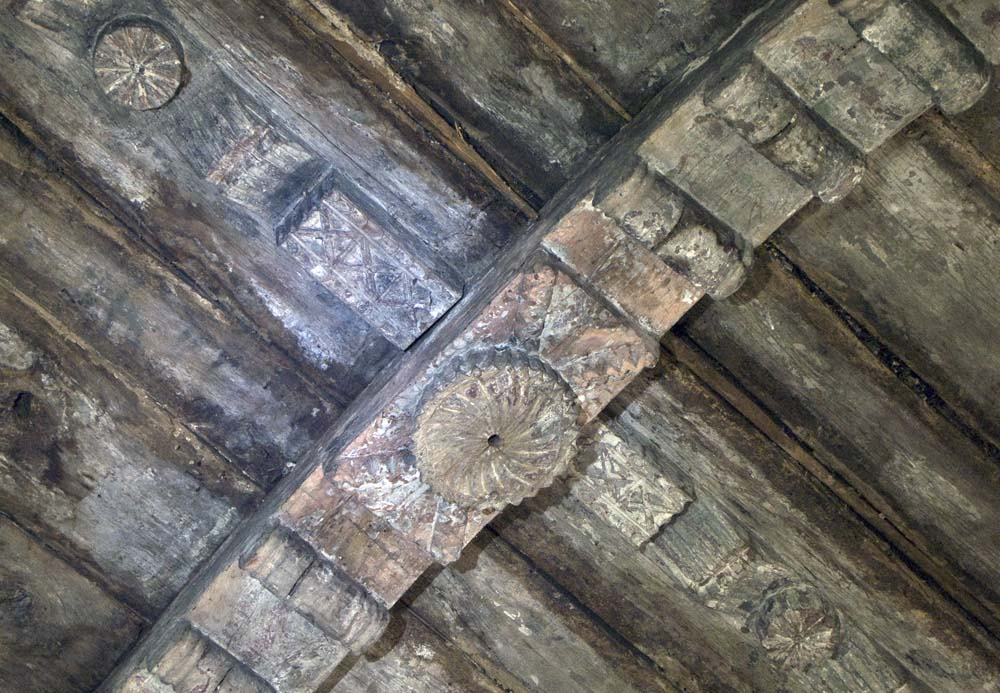
Cheie de boltă, 2008
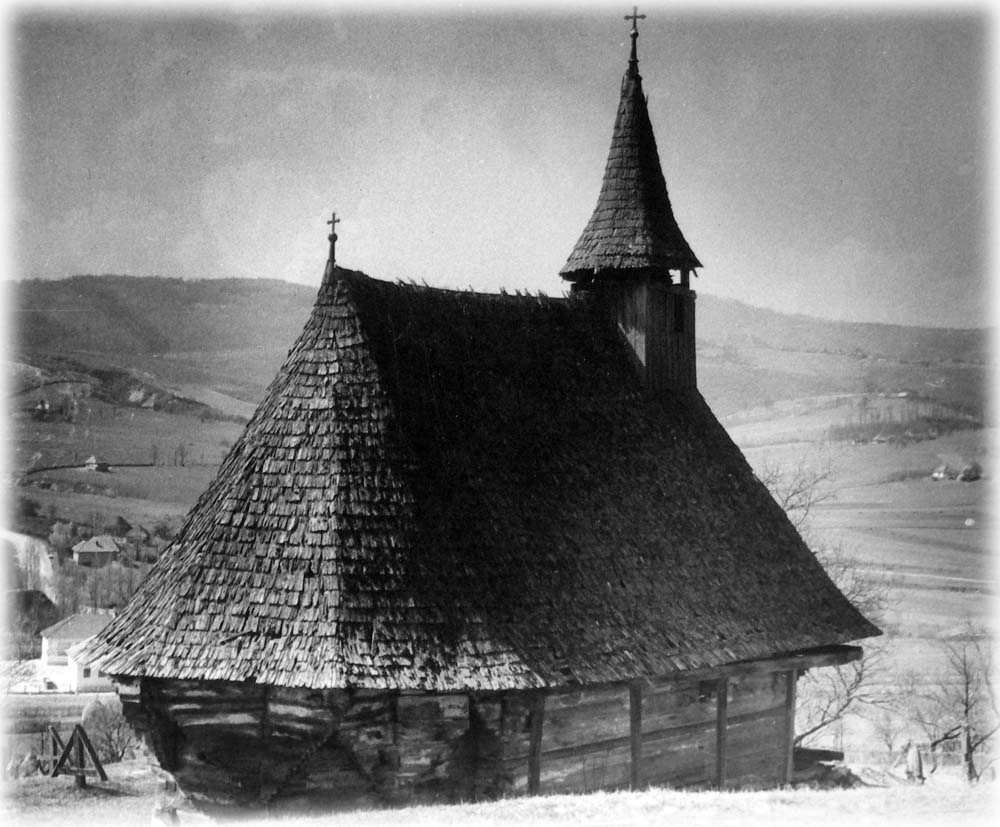
Imagine veche, pridvorul spre nord și coiful original, ante 1965